# Josef Thoma

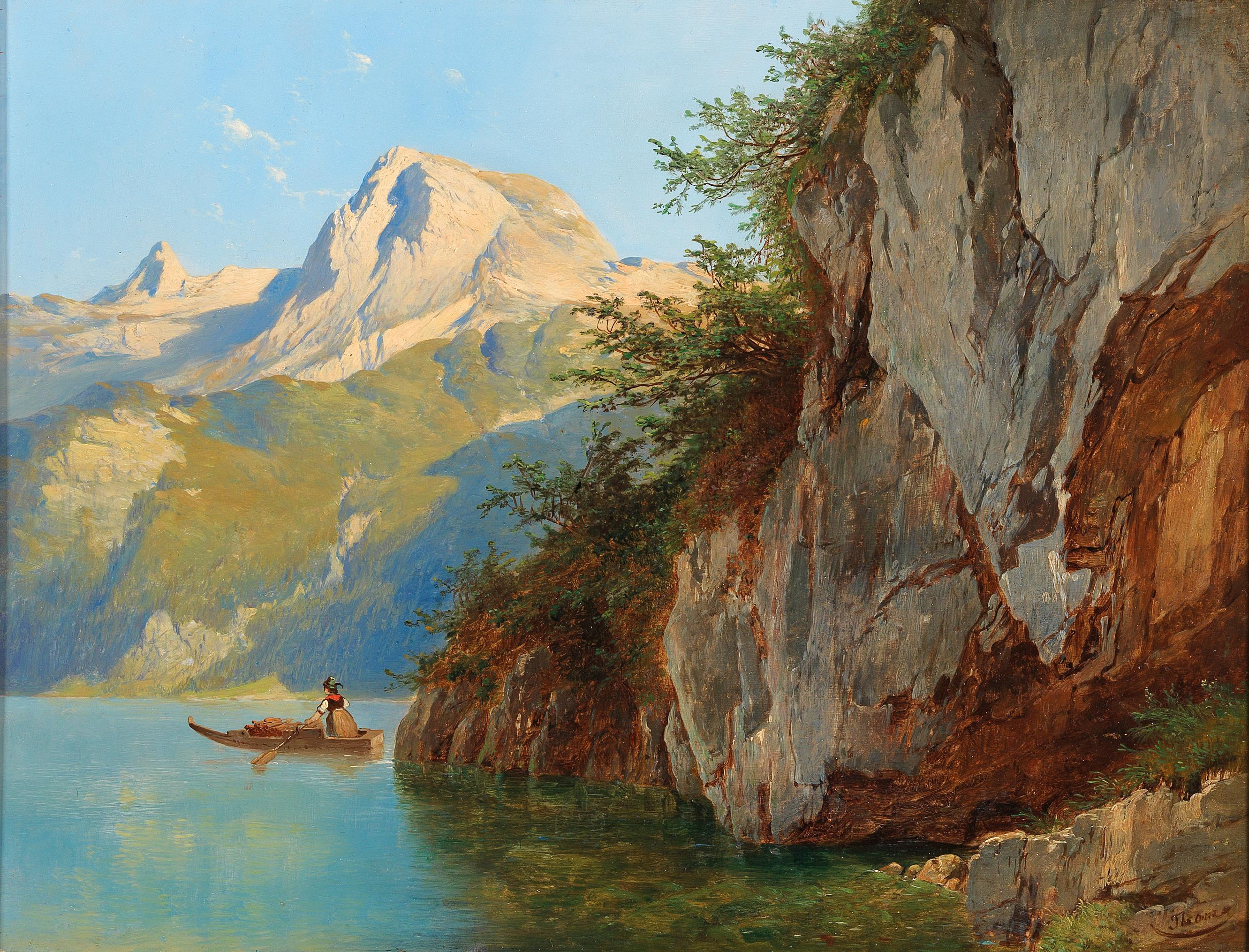
Josef Thoma: Blick vom Pfaffengföll über den Hallstätter See

Josef Thoma (* September 1828 in Wien; † 15. Dezember 1899 ebendort) war ein österreichischer Landschafts- und Genremaler.
Thoma war der Sohn des Malers Josef Thoma senior. Er studierte an der Wiener Akademie und betätigte sich nach seiner Ausbildung als Landschaftsmaler in Wien; häufige Motive seiner von der Romantik beeinflussten Gemälde, Aquarelle und Zeichnungen waren Alpenlandschaften. Er benutzte auch das Pseudonym J. Gärtner. Bekannt war er für seine Stadtansichten von Ischl und Salzburg sowie von Landschaftsdarstellungen aus dem Zillertal, dem Pustertal und dem Steyrtal.
Er ist nicht mit dem gleichnamigen Eifellandschaftsmaler Josef Thoma (1930–1988) zu verwechseln.